# Jezioro Pamiątkowskie
Jezioro Pamiątkowskie – jezioro rynnowe na Pojezierzu Poznańskim, położone w województwie wielkopolskim, w powiecie szamotulskim, w gminie Szamotuły, we wsi Pamiątkowo.

## Charakterystyka
Dno jest wyrównane na całej powierzchni z łagodnie opadającymi stokami, Brzeg, z wyjątkiem niewielkich przerw, w całości porośnięty jest przez trzcinę pospolitą, istnieje też niewielkie skupisko pałki wąskolistnej, situ jeziornego i manny mielec. Roślinność o liściach pływających reprezentują zespoły grążela żółtego i osoki aloesowej z pojedynczymi stanowiskami grzybienia białego; przy odpływie znajduje się stanowisko żabiścieku pływającego. Przeźroczystość wody – w lecie mała – dochodzi do 60 cm wskutek występowania sinic i zielenic.
Jezioro Pamiątkowskie jest rynnowym, silnie wydłużonym i płytkim zbiornikiem, położonym w zlewni pól uprawnych. Dopływ stanowi rów z pól wsi Przecław, Przecławek i Cerekwica, wywierający wyraźny wpływ na użyźnianie wód jeziora. Około 70% zlewni stanowią pola uprawne, sady i ogrody. Odpływ do rzeki Samy, lewobrzeżnego dopływu Warty. W jeziorze w okresie ostrych zim występuje przyducha. Na wschodnim brzegu jeziora usytuowane jest kąpielisko i pole namiotowe.

## Galeria
- Film z kąpieliska

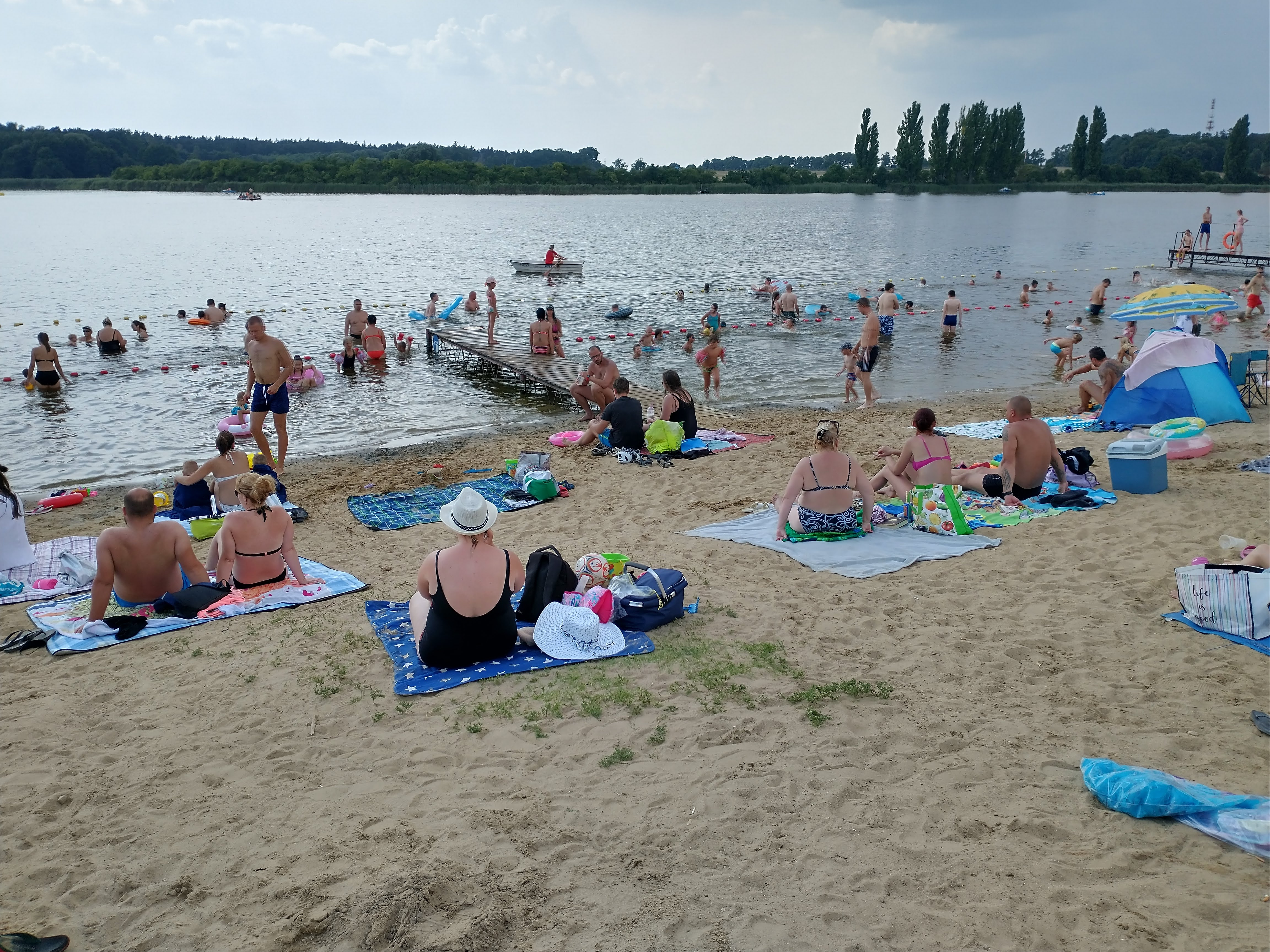
Plaża latem
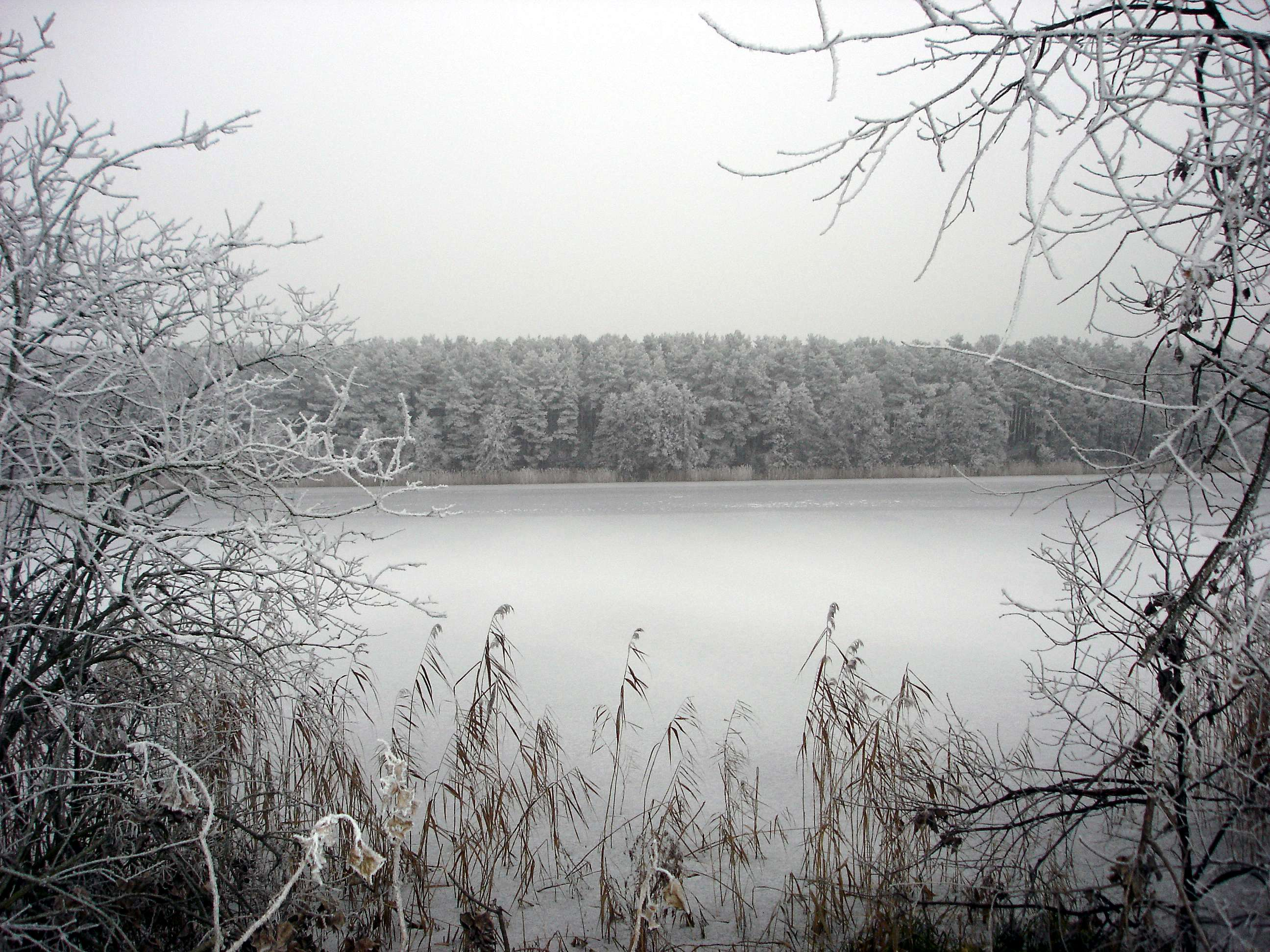
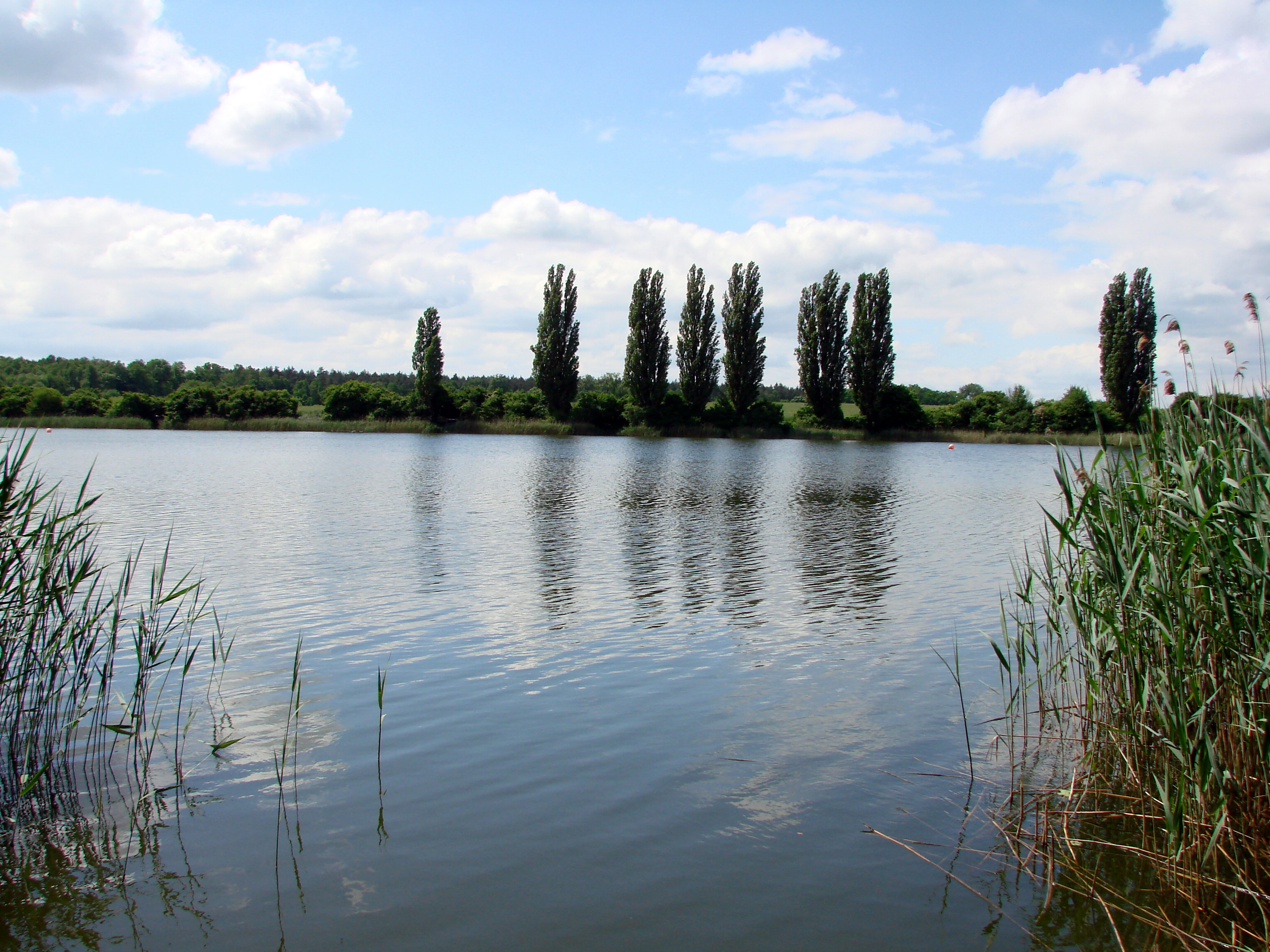
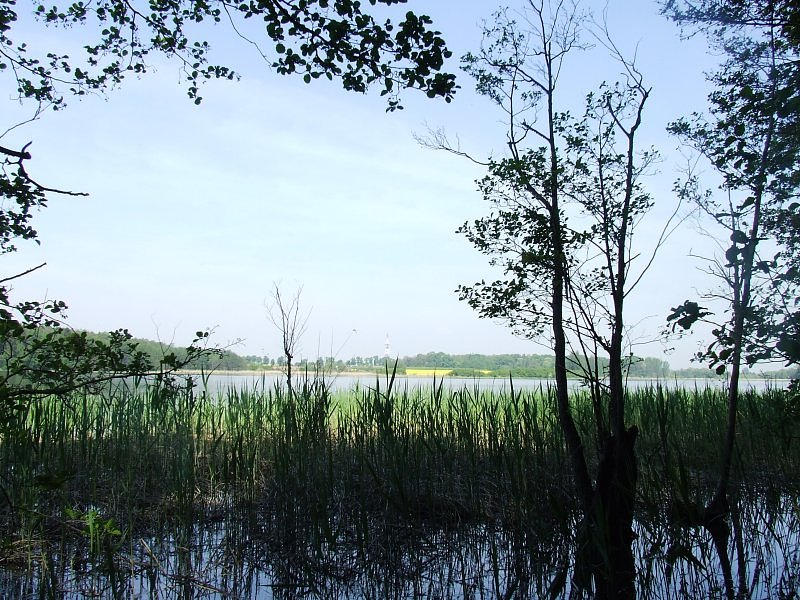